# Taojüani metró
A Taojüani metró (egyszerűsített kínai írással: 桃園捷運, hagyományos kínai írással: 桃园捷运, pinjin: Táoyuán Jiéyùn) Kínai Köztársaságban található Taojüan városban és vonzáskörzetében. A metróhálózat hossza 2024 áprilisában 51 km, a metróvonalak száma 1 és az állomások száma 21 volt. Az első vonal 2017. március 2-án nyílt meg.

## Forgalom
Az utasforgalom az elmúlt években az alábbi módon változott:
| 2019 | 28 000 000 |